# Conférence internationale de design d'Aspen
La Conférence internationale de design d'Aspen (International Design Conference in Aspen ou IDCA) est une conférence fondée en 1951 par l'entrepreneur américain Walter Paepcke (en). Elle s'est déroulée chaque année jusqu'en 2004 dans la ville d'Aspen, au Colorado. Dans son comité ont siégé notamment George Nelson, Saul Bass, Milton Glaser, Ivan Chermayeff (en), Ralph Caplan (en), Lou Dorfsman (en) et Niels Diffrient.

## Historique

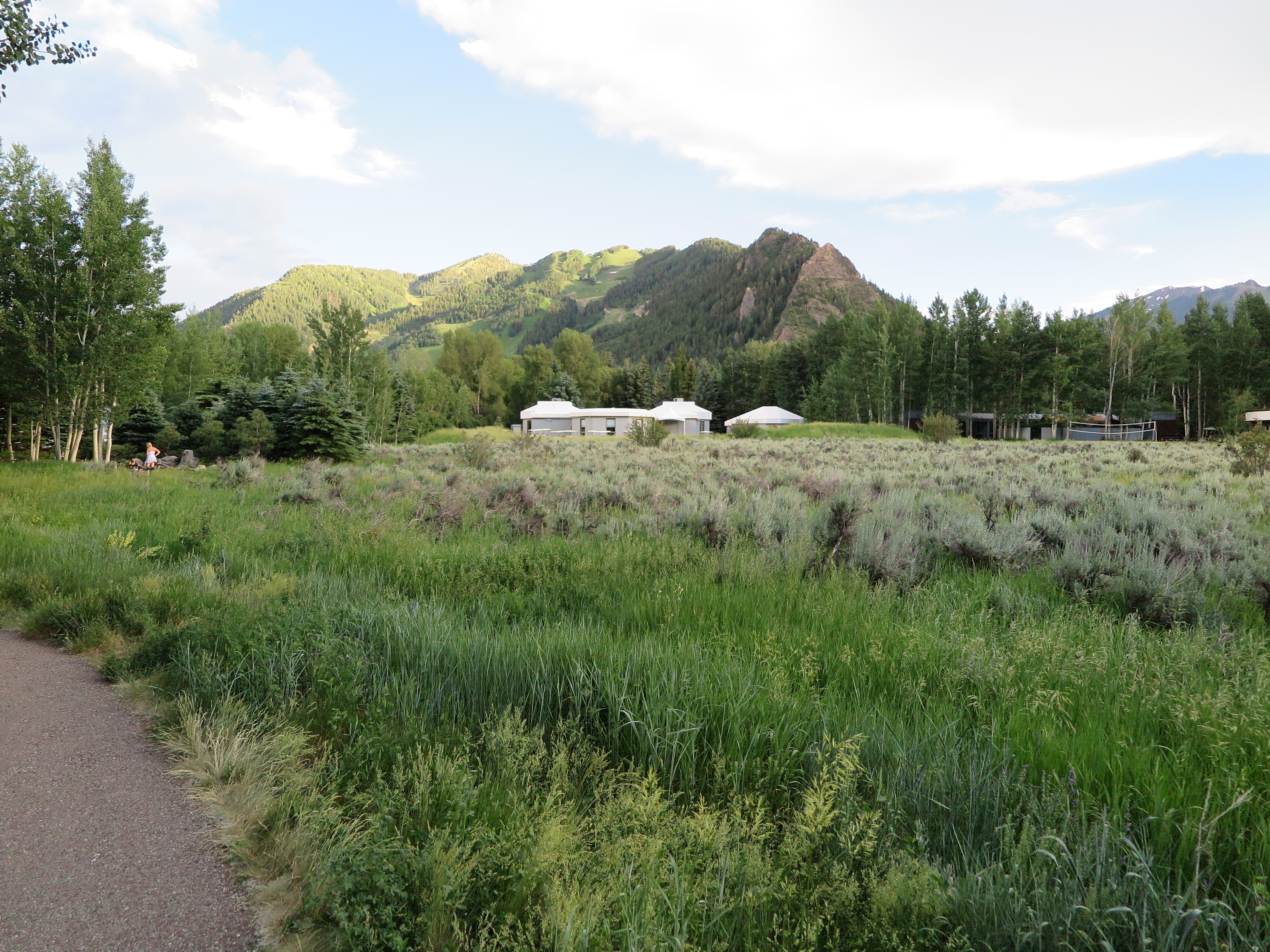
Dans le campus de l'Institut Aspen

La conférence est fondée en 1951 par Walter Paepcke et Egbert Jacobson, qui sont respectivement président et directeur de la Container Corporation of America (en), basée à Chicago. Paepcke a organisé dès les années 1940 des événements culturels à Aspen, dont le Festival et école de musique d'Aspen, et a mis en place en 1950 l'Institut Aspen. Paepcke est influencé par la philosophie du Bauhaus. La conférence se déroule chaque année durant le mois de juin, et prend lieu dans un grand auditoire abrité sous un chapiteau, conçu en 1949 par l'architecte Eero Saarinen. En 1965, ce chapiteau est remplacé par une nouvelle construction de Herbert Bayer. La conférence attire chaque année une audience d'environ 1000 personnes, mais atteint un plus large public grâce à sa visibilité dans des revues de design, qui lui consacrent des numéros entiers.
Lors de la conférence de 1956, les graphistes suisses Armin Hofmann et Josef Müller-Brockmann sont invités, et ont l'occasion de présenter leur travail, et celui d'autres graphistes suisses. Cette présentation contribue à la reconnaissance internationale des deux graphistes, et à l'influence du style typographique suisse.
Après la mort de Paepcke en 1960, le comité de la conférence est dominé par des membres d'universités prestigieuses, comme Cooper Union et Yale School of Architecture (en). Dans les années soixante, le designer Eliot Noyes négocie auprès d’IBM des bourses d’invitation, qui permettent d'inviter à la conférence des délégations de l'étranger. Les trois premières délégations viennent du Portugal, de Suède et de Grande-Bretagne.

### Années 1970
En 1970, le thème de la conférence, «Environment by Design», indique un intérêt pour des questions de société et d'écologie. Cette même année, une délégation française ("the French Group") est invitée à la conférence, parmi laquelle le philosophe Jean Baudrillard, François Barré, Gilles de Bure, Odile Hanappe et l'architecte Jean Aubert. Une partie importante du public est constituée d'étudiants, intéressés par les enjeux sociopolitiques, et ayant une attitude critique envers le format traditionnel de la conférence,. À l'issue de la conférence, la délégation française présente un texte de Baudrillard, lu par le géographe André Fischer, qui dénonce le thème environnemental de la conférence comme l'expression d'une croisade idéologique trompeuse,. Après cette conférence pleine de tensions perçue comme un échec, Eliot Noyes démissionne de sa fonction de président, qu'il assumait depuis cinq ans.

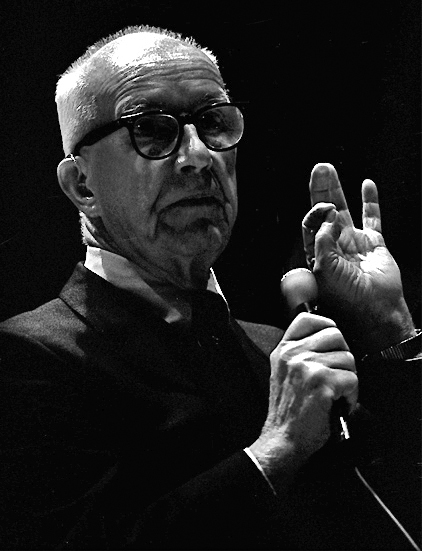
Buckminster Fuller, invité en 1971

L'édition de 1971, sous le thème «Paradox», invite comme conférenciers Richard Buckminster Fuller, Victor Papanek, Milton Wexler (en) et Caroline Bird (en). Durant la conférence, la graphiste Sheila Levrant de Bretteville produit une édition spéciale, participative, du journal Aspen Times.
En 1978, dans la conférence «Making Connections», Charles Eames donne sa dernière présentation en public.
Entre 1978 et 1979 est également créé à Aspen «The Aspen Movie Map (en)», un ambitieux projet hypermédia développé par le MIT permettant une visite virtuelle de la ville.
En 1979, la thématique «Japan in Aspen» met en lumière le Japon.

### Années 1980
En 1981, l'Italie est mise à l'honneur sous le titre «The Italian Idea», et Massimo Vignelli fait partie des orateurs,.

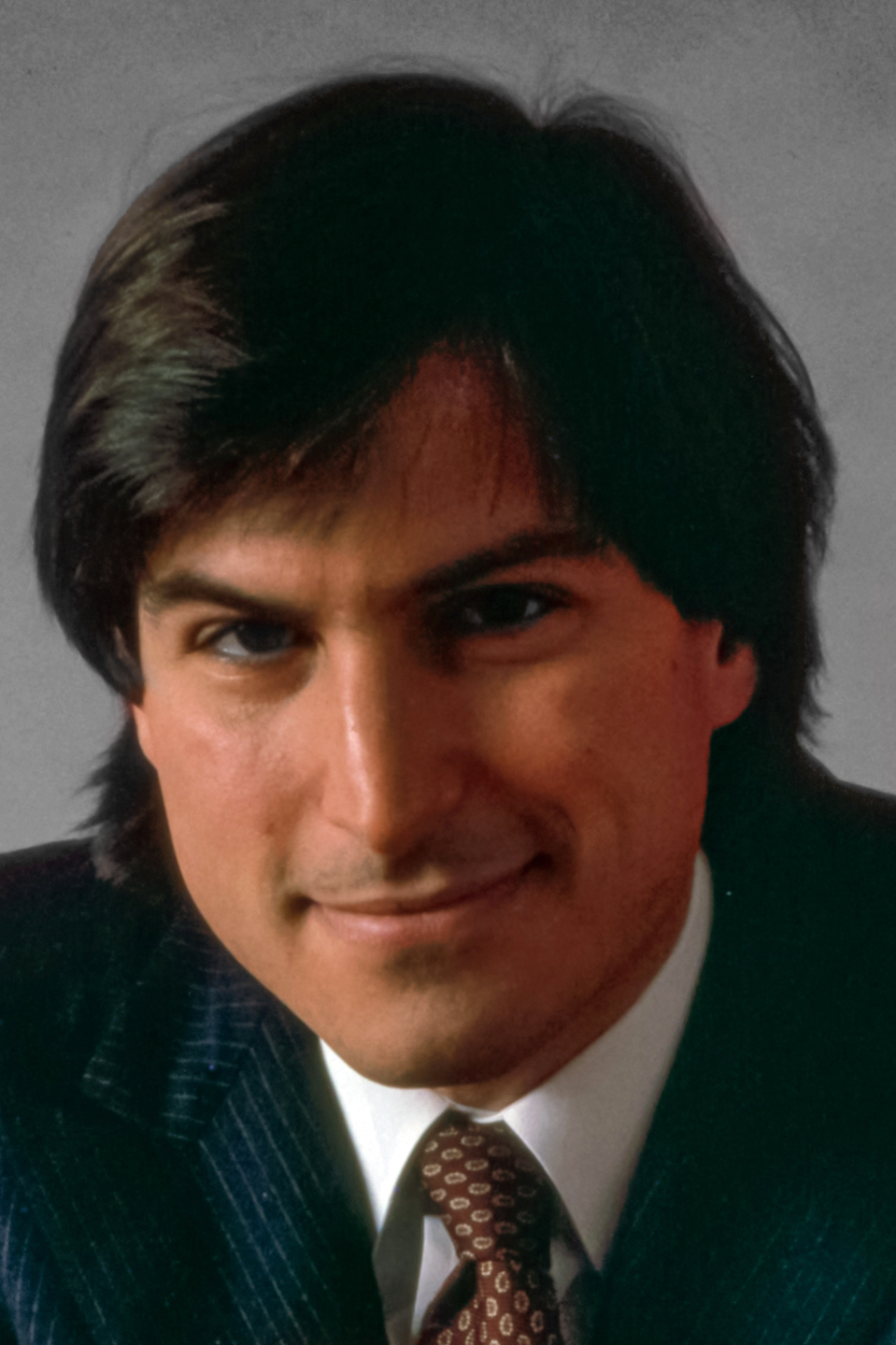
Steve Jobs, invité en 1983.

Lors de l'édition de 1983, «The Future Isn’t What It Used To Be», Steve Jobs donne une conférence, peu après la sortie du Apple Lisa,,.
Le thème de l'édition 1984 est «Neighbors: Canada,USA & Mexico», et l'Angleterre est représentée en 1986 avec «Insight and Outlook: Views of British Design».

## Réception et impact
Les archives de la conférence d'Aspen ont été confiées au Getty Research Institute. En 2014, la graphiste américaine Katherine McCoy se voit confier une bourse de l'AIGA pour ses recherches historiques autour de conférence,. Selon McCoy, Aspen a été un modèle pour la TED Conference, dont le fondateur Richard Saul Wurman fut orateur et membre du comité d'Aspen.